# L'Étape (Québec)
Pour les articles homonymes, voir L'Étape.
L'Étape est une aire de service et un hameau situé en bordure de la route 175, sur les rives du lac Jacques-Cartier, à mi-chemin entre les villes de Québec et de Chicoutimi. Elle fait partie du territoire non-organisé Lac-Jacques-Cartier, situé dans la municipalité régionale de comté La Côte-de-Beaupré, en Capitale-Nationale. L'endroit se trouve à une altitude de 800 mètres au cœur de la réserve faunique des Laurentides, là où transitent 1,7 million de personnes chaque année. La route suit sensiblement l’ancien sentier des Jésuites du XVIIe siècle et le  « chemin des Poteaux » du début du XXe siècle.

## Histoire
Un premier relais est construit à cet emplacement en 1869. Il ne s'agit alors que d'une cabane en bois muni d'un four à pain. Ce genre de relais est fréquent à plusieurs endroits sur le territoire. Durant l'entre-deux-guerres, l'Étape est pendant un temps le terminus de la route 54. Un poste de protection des forêts y est installé. En 1951, la route est parachevée jusqu'à Chicoutimi et le gouvernement du Québec décide d'y construire un complexe hôtelier avec un restaurant et une station-service.
L'Étape est entièrement rasée par un violent incendie le 5 septembre 2003. Temporairement remplacée par un petit dépanneur, la halte est reconstruite en 2006. Dans la soirée du 12 décembre 2007, c'est au tour de la station-service adjacente de passer aux flammes. Heureusement, le nouveau bâtiment principal est épargné.

Évoquant les nombreux accidents survenus dans le secteur de L'Étape, le Ministère des transports du Québec fait abaisser la limite de vitesse de 90 km/h à 70 km/h en 2012.

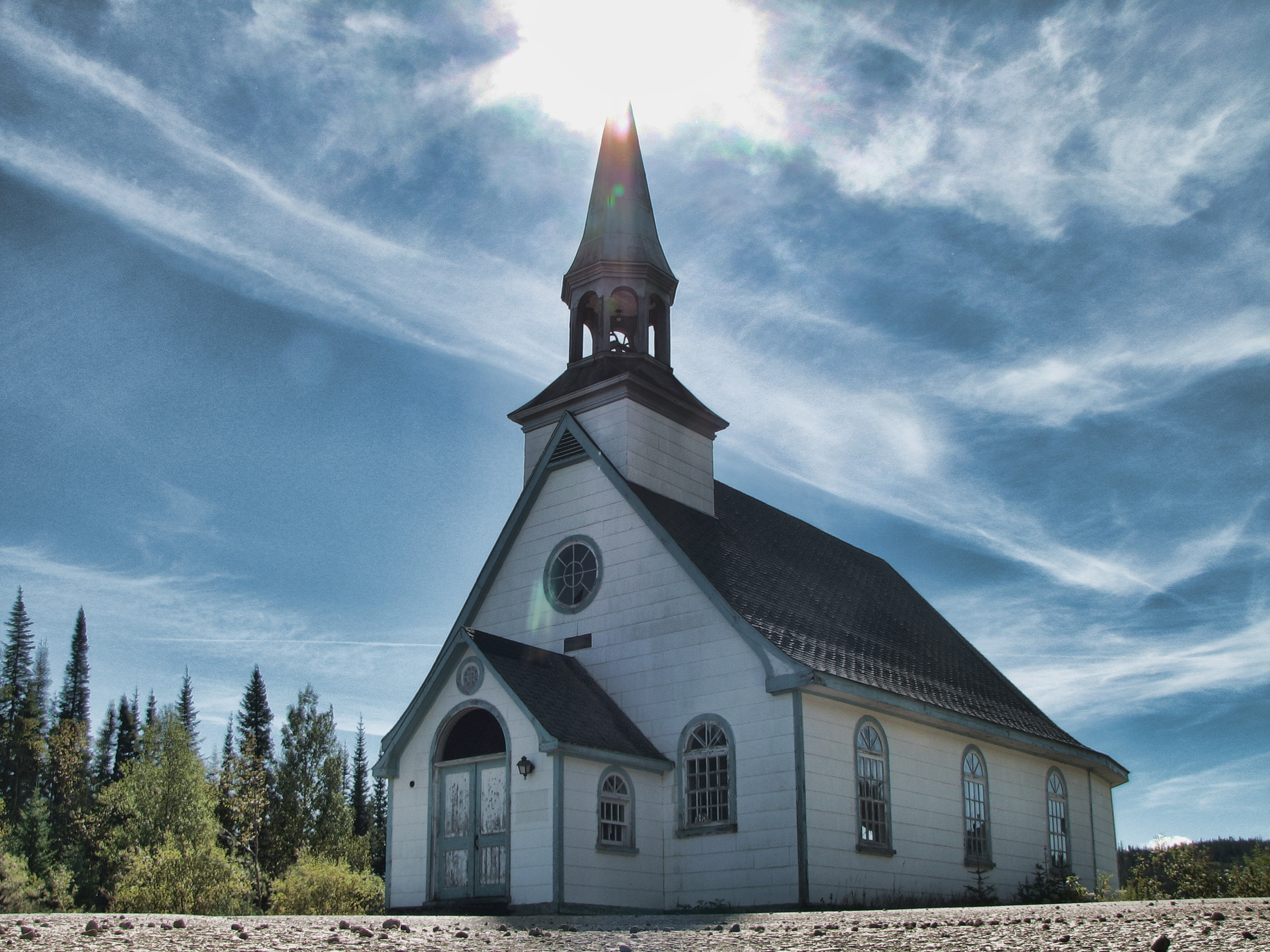
La chapelle Notre-Dame-de-L'Assomption, près de L'Étape, désaffectée en 1989.

### Chapelle Notre-Dame-de-L'Assomption
La chapelle Notre-Dame-de-L'Assomption est érigée en 1950, à la demande de Camille Pouliot, ministre de la Chasse et des Pêcheries au sein du gouvernement de Maurice Duplessis. Le ministre est à l'époque chargé du développement des installations d’accueil et de restauration sur le boulevard Talbot, inaugurées l'année précédente. Le bâtiment a vocation de lieu de mémoire. Sa construction est demandée par le ministre Pouliot à la suite de l'écrasement d'avion du mont Obiou, où 58 personnes de retour de Rome, dont de nombreux pèlerins québécois, perdent la vie,.

La chapelle est alors rattachée à la paroisse de Stoneham, puis le 17 mars 1967, la chapelle Notre-Dame-de-L'Assomption ouvre ses registres. Elle est désaffectée le 8 novembre 1989,. La bâtiment à l'abandon depuis est démoli par la Sépaq en 2022,. 

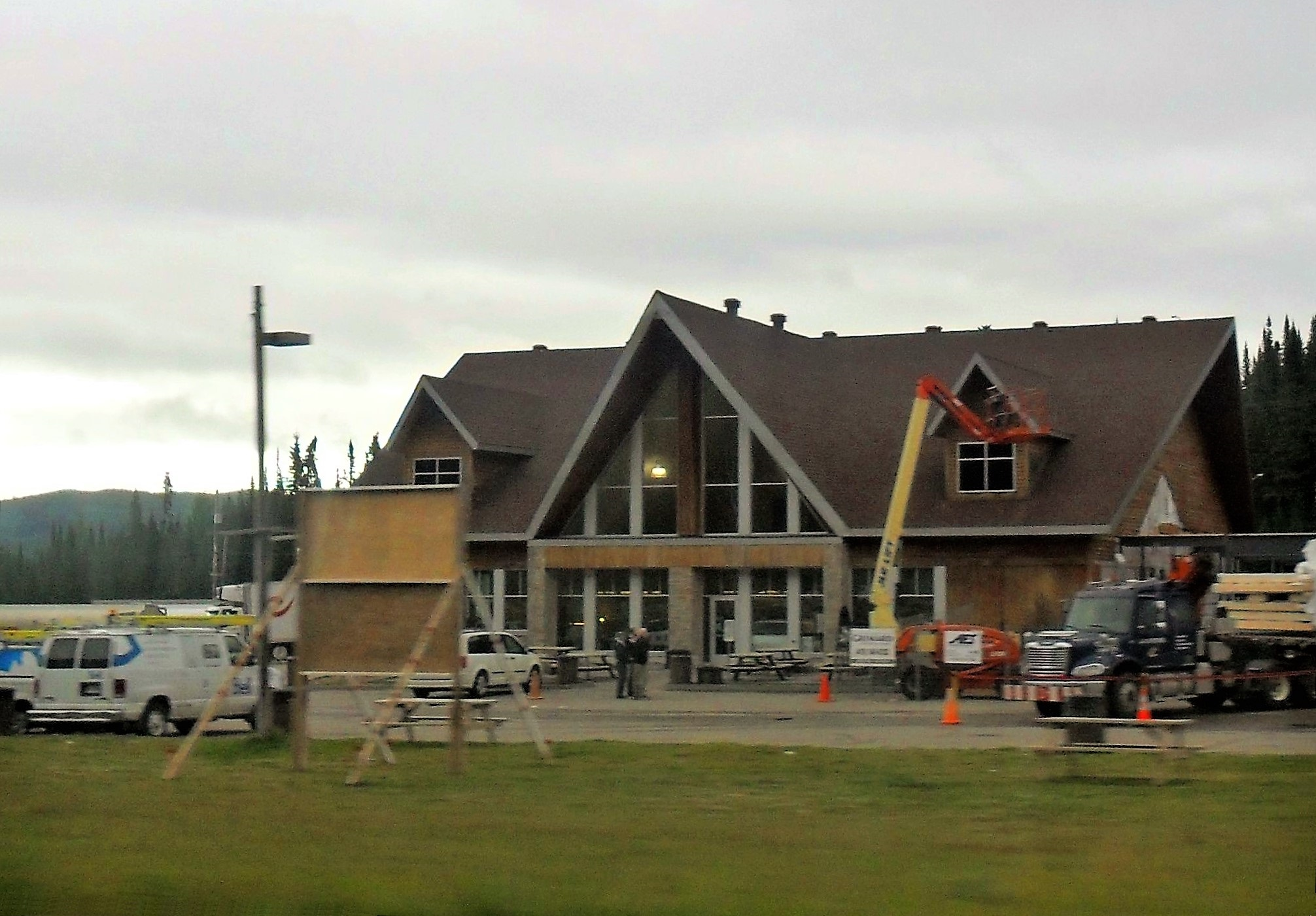
L'Étape, en été.

## Services
- Station service Petro-Canada
- Restaurant Le Coq Rôti Express & Dépanneur
- Service de remorquage S.O.S. Saguenay
- Réseau Sépaq